# UC Sampdoria (piłka nożna kobiet)
UC Sampdoria, potocznie zwany Sampdoria Women (wł. Unione Calcio Sampdoria) – włoski klub piłki nożnej kobiet, mający siedzibę w mieście Genua, na północy kraju, grający od sezonu 2021/22 w rozgrywkach Serie A. Jest sekcją piłki nożnej kobiet w klubie UC Sampdoria.

## Historia
Chronologia nazw:
- 2020: UC Sampdoria

Sekcja piłki nożnej kobiet UC Sampdoria została założona w Genui latem 2020 roku. Przed rejestracją klub miał tylko zespoły juniorskie kobiet. W sezonie 2020/21 zespół startował w Eccellenza, zajmując drugie miejsce w grupie Liguria. Następnie przegrał finał baraży o awans z Pavia Academy. 15 czerwca 2021 roku klub wykupił licencję od pierwszoligowego Florentia San Gimignano, dzięki czemu mógł występować w najwyższej klasie rozgrywek. 29 sierpnia 2021 drużyna Sampdorii rozegrała swój pierwszy mecz w Serie A, wygrywając 2:1 z Lazio. 20 listopada 2021 zespół startował w Coppa Italia, remisując 1:1 na wyjeździe z Torres.

## Barwy klubowe, strój
|  |  |  |  |

Klub ma barwy niebiesko-biało-czerwono-czarne. Zawodnicy domowe spotkania zazwyczaj grają w niebieskich koszulkach z biało-czerwono-czarnym poziomym pasem na piesi, białych spodenkach oraz białych getrach.

## Sukcesy

### Trofea międzynarodowe
Nie uczestniczył w rozgrywkach europejskich (stan na 07-05-2022).

### Trofea krajowe
| \| \| Zdobyte trofea w rozgrywkach Włoch (stan na: 07-05-2022) \| |                                                          |      |          |
| Rozgrywki                                                         | Osiągnięcie                                              | Razy | Sezon(y) |
| Mistrzostwo                                                       | I miejsce                                                | 0    |          |
| Mistrzostwo                                                       | II miejsce                                               | 0    |          |
| Mistrzostwo                                                       | III miejsce                                              | 0    |          |
| Mistrzostwo                                                       | ?.miejsce                                                |      | 2021/22  |
| Puchar                                                            | zdobywca                                                 | 0    |          |
| Puchar                                                            | finalista                                                | 0    |          |
| Puchar                                                            | ćwierćfinalista                                          | 1    | 2021/22  |
| II liga                                                           | I miejsce                                                | 0    |          |
| II liga                                                           | II miejsce                                               | 0    |          |
| II liga                                                           | III miejsce                                              | 0    |          |
| Włochy                                                            | Zdobyte trofea w rozgrywkach Włoch (stan na: 07-05-2022) |      |          |

## Poszczególne sezony

### Rozgrywki krajowe
| \| Włochy \| Bilans występów klubu UC Sampdoria w rozgrywkach piłkarskich Włoch (Stan na 7 maja 2022 r.) \| \| |                                                                                             |        |       |   |   |   |    |    |     |            |        |        |       |
| Poziom | Rozgrywki                                                                                   | Sezony | Mecze | Z | R | P | B+ | B– | Pkt | Lata       | Awanse | Spadki | Naj.  |
| I | Serie A                                                                                     | 1      |       |   |   |   |    |    |     | od 2021/22 | 0      | 0      | ?     |
| II | Serie B                                                                                     | 0      |       |   |   |   |    |    |     |            | 0      | 0      |       |
| III | Serie C                                                                                     | 0      |       |   |   |   |    |    |     |            | 0      | 0      |       |
| IV | Eccellenza                                                                                  | 1      |       |   |   |   |    |    |     | 2020/21    | 1      | 0      | 2     |
| | Puchar Włoch                                                                                | 1      |       |   |   |   |    |    |     | od 2021/22 | 0      | 0      | 1/4 f |
| Włochy | Bilans występów klubu UC Sampdoria w rozgrywkach piłkarskich Włoch (Stan na 7 maja 2022 r.) |        |       |   |   |   |    |    |     |            |        |        |       |

## Piłkarki, trenerzy, prezydenci i właściciele klubu

### Aktualny skład zespołu
Stan na 30 sierpnia 2021:
| Nr | Poz. | Piłkarz                            |
| -- | ---- | ---------------------------------- |
| 1  | BR   | Amanda Tampieri                    |
| 3  | OB   | Paola Boglioni (wyp.z Juventusu)   |
| 4  | OB   | Anna Auvinen                       |
| 5  | OB   | Giorgia Spinelli                   |
| 6  | PO   | Florin Wagner                      |
| 7  | PO   | Kristin Carrer (wyp.z Juventusu)   |
| 9  | NA   | Caterina Bargi                     |
| 10 | PO   | Yoreli Rincón                      |
| 11 | NA   | Emelie Helmvall                    |
| 13 | OB   | Sabah Seghir                       |
| 14 | OB   | Giulia Bursi                       |
| 17 | PO   | Letizia Musolino (wyp.z Juventusu) |
| 18 | NA   | Giada Lopez                        |

| Nr | Poz. | Piłkarz                            |
| -- | ---- | ---------------------------------- |
| 19 | NA   | Alice Berti (wyp.z Juventusu)      |
| 20 | NA   | Ana Lucía Martínez                 |
| 21 | PO   | Cecilia Re                         |
| 23 | OB   | Elena Pisani                       |
| 27 | OB   | Stefania Tarenzi (kapitan)         |
| 30 | PO   | Veronica Battelani                 |
| 32 | BR   | Selena Babb                        |
| 33 | OB   | Debora Novellino                   |
| 40 | PO   | Bianca Fallico                     |
| 46 | OB   | Valeria Gardel                     |
| 55 | NA   | Cristina Carp                      |
| 67 | OB   | Michela Giordano (wyp.z Juventusu) |
| 99 | BR   | Emma Brunelli                      |

### Trenerzy
- 2020–2021:  Enrico Calvi
- od 2021:  Antonio Cincotta

### Prezydenci
- 2020–2021:  Massimo Ferrero
- od 2021:  Marco Lanna

## Struktura klubu

### Stadion
Klub rozgrywa swoje mecze domowe na stadionie Riccardo Garrone w Genui o pojemności 500 widzów.

## Kibice i rywalizacja z innymi klubami

### Derby
- Juventus F.C. Women
- AC Milan Women
- FC Internazionale Milano